# Mielno (powiat łobeski)
Mielno – wieś w Polsce położona w województwie zachodniopomorskim, w powiecie łobeskim, w gminie Węgorzyno.
W latach 1975–1998 miejscowość należała administracyjnie do województwa szczecińskiego.
Zobacz też: Mielno, Mielno Pyrzyckie